# Дубовик, Владимир Анатольевич
Владимир Анатольевич Дубови́к (род. 1950) — бывший ректор РГАЗУ, заслуженный работник сельского хозяйства Российской Федерации, доктор сельскохозяйственных наук, доцент.

## Биография
Родился 20 апреля 1950 года в городе Мичуринск, Тамбовской области.
Окончил в 1972 году Мичуринский плодоовощной институт имени И. В. Мичурина по специальности «агроном — плодоовощевод». По распределению был направлен на работу в учхоз-племзавод «Комсомолец». В хозяйстве прошёл путь от бригадира до руководителя. Руководил предприятием на протяжении 14-ти лет.
В 1994 году стал лауреатом Государственной премии Российской Федерации в области науки и технологий за селекцию зимостойких слаборослых подвоев яблони, их размножение и технологии возделывания интенсивных садов.
В 2000 году защитил диссертацию на соискание учёной степени кандидата сельскохозяйственных наук.
В декабре 2003 года избран депутатом IV созыва Государственной Думы Федерального Собрания Российской Федерации от Мичуринского избирательного округа Тамбовской области (от партии «Единая Россия»). Был членом Комитета Государственной Думы по аграрным вопросам, а также межпарламентской группы «ГЛОБЕ-Россия» — ассоциированного члена Всемирной организации законодателей, участвующих в деятельности по обеспечению устойчивого развития окружающей среды.
21 мая 2008 года избран ректором Российского государственного аграрного заочного университета. 24 сентября 2009 защитил диссертацию на соискание учёной степени доктора сельскохозяйственных наук.
Женат. Имеет троих детей — два сына и дочь.